# چشمه سیزنگر
چشمه سیزنگر چشمه‌ای است در نزدیکی مقام صاحب الزمان شوشتر، که مردم آن را مقدس می‌شمرند و معتقدند سهل بن عبدالله شوشتری (عارف نامدار قرن سوم هجری) در همین مکان به عبادت می‌پرداخته و خانه‌اش در این حدود بوده و در این زمینها و با آب این چشمه کشت و زرع می‌نموده و از چشمه می‌نوشیده است.
سیزن در گویش خوزی (منطقهٔ شوشتر و دزفول) به معنای سوزن، و سیزنگر به چم سوزنگر است. سوزنگر همچنین نام یکی از خانواده‌های اصیل دزفول است که خانه تاریخی آنان (خانه سوزنگر) توسط سازمان میراث فرهنگی بازسازی شده و جزو آثار تاریخی دزفول است.